# Miltogramma hargreavesi
Miltogramma hargreavesi är en tvåvingeart som beskrevs av Thomas Pape 1987. Miltogramma hargreavesi ingår i släktet Miltogramma och familjen köttflugor.
Artens utbredningsområde är Uganda. Inga underarter finns listade i Catalogue of Life.